# The Invitation
The Invitation – jest pierwszym, dojrzalszym albumem Thirteen Senses. Longplay został nagrany w 2004 roku przez wytwórnię muzyczną Mercury Records, a 27 września 2004 roku pojawił się w sprzedaży. Płyta zawiera 4 single - "Into the Fire", "Thru the Glass", "Do No Wrong" oraz utwór "The Salt Wound Routine". Singel "Into the Fire" został wykorzystany w wielu serialach, m.in. w Chirurgach czy w amerykańskim serialu 4400.

## Twórcy
- Will South - wokal, gitara, keyboard, fortepian
- Tom Welham - gitara, keyboard
- Adam Wilson - gitara basowa
- James Brendon - perkusja

## Lista utworów
1. "Into the Fire" – 3:38
2. "Thru the Glass" – 4:37
3. "Gone" – 3:22
4. "Do No Wrong" – 4:52
5. "The Salt Wound Routine" – 4:38
6. "Saving" / "The Invitation" (Hidden Track) - 6:09
7. "Lead Us" – 4:46
8. "Last Forever" – 3:54
9. "History" – 3:51
10. "Undivided" – 2:44
11. "Angels and Spies" – 5:13
12. "Automatic" – 5:03